# República de Stajánov
La República de Stajánov fue una república cuasi estatal separatista de Pavel Dryomov en el territorio de la ciudad de Kadiivka (antes Stakhanov) dentro de la República Popular de Lugansk.
Antes de la guerra, Dryomov era albañil en Kadiivka. Al comienzo del conflicto en el este de Ucrania, Dryomov ofreció a los ciudadanos de Kadiivka una visión alternativa a la de la RPL: una nueva república "cosaca" socialista neosoviética "que trabaja para los pobres y los ancianos". En 2014, el periodista británico Oliver Carroll llamó a Dryomov el "salvador de Stakhanov", quien escribió un artículo sobre él en la revista Politico. Según Carroll, uno de los principales puntos de partida entre la República de Stajanov y la República Popular de Lugansk fue la adhesión al acuerdo de alto el fuego del Protocolo de Minsk con Ucrania. Dryomov abogó por continuar la guerra en Donbass. Durante un discurso, defendió sus puntos de vista y afirmó: "¡Ya hemos tenido suficiente corrupción y esclavitud aquí durante un siglo! No somos tontos, ¡ni Poroshenko ni Putin están interesados en un país honesto!". No se permitirá que nada se interponga en el camino del destino, declaró: «¡Construiremos una república cosaca aquí mismo en Stakhanov!».
Según algunas fuentes, el 14 de septiembre de 2014, los cosacos del Don en Kadiivka proclamaron la República de Stakhanov, con la ciudad de Kadiivka como centro administrativo y sus 60.000 habitantes. Afirmaron que ahora gobernaba en Kadiivka un «gobierno cosaco».  Sin embargo, al día siguiente, se afirmó que esto era una invención, y un líder anónimo de los Cosacos del Don declaró que la reunión del 14 de septiembre, de hecho, había resultado en que 12.000 cosacos se ofrecieran como voluntarios para unirse a las fuerzas de la RPL. 
Pavel Dryomov murió el 12 de diciembre de 2015 cuando su coche explotó mientras viajaba el día después de su boda.